# Careware
Careware (ou charityware, charityware, helpware, goodware) é uma forma de distribuição de programas para computador que prevê, em reciprocidade ao uso do programa, uma contrapartida em forma de caridade por parte do usuário.
Em geral programas careware são distribuídos gratuitamente, ficando a critério do usuário o valor a ser oferecido para caridade. Alguns programas,  preferem indicar uma entidade específica para o recebimento das doações.
O editor Vim, por exemplo, exibe um pedido de seu autor, Bram Moolenaar, para que o usuário faça uma doação para o International Child Care Fund da Holanda, para ajudar vítimas da AIDS em Uganda.
Paul Lutus, criador do Arachnophilia, introduziu um sistema ligeiramente diferente de careware, que não envolve troca monetária. Em lugar disso, ele sugere ao usuário que "pare de reclamar e faça do mundo um lugar melhor"

## Alguns programas distribuídos como careware
- Arachnophilia
- FireFTP
- Kixtart
- Vim